# Robert Anderton
Pour les articles homonymes, voir Anderton.
Robert Anderton (vers 1560 dans le Lancashire - 25 avril 1586 sur l'Île de Wright) est un prêtre catholique anglais, accusé de trahison et exécuté sous le règne d'Élizabeth Ire.

## Biographie
Né dans une famille passée à l'anglicanisme Robert Anderton fréquente le Brasenose College et est diplômé de l'Université d'Oxford en 1578. Pour une raison inconnue avec son ami William Marsden lui aussi étudiant à Oxford il se convertit au catholicisme et nourrit le projet de devenir prêtre. Les deux se rendent à Douai, où ils se convertissent officiellement et entrent au Collège anglais de Reims en 1580. Les deux y sont ordonnés le 31 mars 1585. À Reims, Anderton était considéré comme un excellent prédicateur et un enseignant doué.
À la fin de ses études, il repart 4 février 1586 pour l'Angleterre toujours accompagné de William Marsden. Son navire est pris dans une tempête et finit par s'échouer sur l'île de Wight. Il est alors rapidement saisis par les autorités locales. Au tribunal, il plaide n'avoir enfreint aucune loi en débarquant en Angleterre, car son débarquement était involontaire, forcé par la tempête.
Il est pour cela convoqué à Londres, où il a la possibilité de prêter le serment de suprématie et de reconnaître Élisabeth Ire comme le gouverneur suprême de l'Église d'Angleterre. Bien qu'il ait reconnu Élisabeth comme sa reine légitime dans toutes les affaires laïques, il ne prête pas serment. Le fait de ne pas prêter serment étant considéré comme une trahison en vertu du deuxième acte de suprématie, Il est reconnu coupable. La condamnation est ensuite confirmée et une proclamation est publiée, expliquant sa culpabilité. Il est renvoyé sur l'île de Wight et est pendu, traînés sur une claie jusqu'à la potence et mis en quart le 25 avril 1586.

## William Marsden
Pour les articles homonymes, voir William Marsden.
Né dans le Lancashire dans une famille passée à l'anglicanisme William Marsden fréquente le St Mary Hall, Oxford dont il est diplômé en 1578. Pour une raison inconnue, avec son ami Robert Anderton lui aussi étudiant à Oxford mais dans un collège différent, il se convertit au catholicisme et nourrit le projet de devenir prêtre. Il se rend à Douai, où il se convertit officiellement et entre au Collège anglais de Reims en 1580. Il est ordonné prêtre le 31 mars 1585.
À la fin de ses études, il repart 4 février 1586 pour l'Angleterre toujours accompagné de Robert Anderton. La suite de son histoire est en tout point similaire à celle de son compagnon d'infortune. Arrêté, découvert, refusant de prêter serment il est finalement exécuté.

## Vénération
Reconnus comme des martyrs catholiques, Robert Anderton et William Marsden sont béatifiés en 1929 par le pape Pie XI avec cent six autres catholiques martyrisés comme lui. Figurant aussi dans la liste des martyrs de Douai ils sont vénéré par l'Église catholique le 4 mai avec le groupe des Cent sept martyrs d'Angleterre et du Pays de Galles et individuellement le 25 avril.

## Voir également